# Brestovačka Brda
Brestovačka Brda – wieś w Chorwacji, w żupanii bielowarsko-bilogorskiej, w gminie Končanica. W 2011 roku liczyła 33 mieszkańców.